# 莱奥·洪卡拉
莱奥·洪卡拉（芬蘭語：Leo Honkala，1933年1月8日—2015年5月17日），芬兰男子摔跤运动员。他曾代表芬兰参加1952年夏季奥林匹克运动会摔跤比赛，获得男子古典式蝇量级铜牌。